# Ignasi Brujó
Ignasi Brujó (mort en 1854) fou un militar carlí català
Va ingressar a l'exèrcit en 1822, sent ajudant de camp de Joaquim d'Ibáñez-Cuevas i de Valonga durant la Guerra de la Regència d'Urgell, i en 1834 s'aixecà en la Primera Guerra Carlina, sent nomenat cap suprem de l'exèrcit carlí a Catalunya en 1835 en substitució del general Juan Antonio Guergué, entrant l'agost de 1835 a la Vall d'Aran i ocupant Viella, però derrotat el 4 d'octubre de 1836 a la batalla de Montesquiu i derrotant els liberals a l'acció de Sant Esteve d'En Bas, fou substituït per Rafael Maroto en 1836, qui el posà al comandament de la divisió de Girona, amb 2300 homes i 120 cavalls. Va derrotar Bonaventura Carbó a la batalla de Sant Quirze de Besora del 9 al 13 d'abril de 1838, i quan el Comte d'Espanya va reorganitzar les tropes va posar-lo al comandament de la divisió de reserva, amb sis batallons, amb la que va capturar Ripoll i Moià, i derrotar els liberals a Peracamps en 1839 sent ascendit a mariscal de camp, i no va acceptar el conveni de Bergara i va participar en la Batalla de Peracamps en 1840, retirant-se a França després de la caiguda de Berga.
En 1847, durant la segona guerra carlina, estant a Perpinyà va rebre el comandant dels carlins catalans a la mort de Benet Tristany, delegant en Joan Castells i Rossell i Josep Borges les accions de camp, fins al juny de 1848, quan Ramon Cabrera i Grinyó va rellevar-lo.